# Eindhovens flygplats
Eindhoven flygplats är en flygplats utanför staden Eindhoven i Nederländerna. Flygplatsen är den näst största i Nederländerna efter Amsterdam-Schiphols flygplats. År 2015 hade flygplatsen ca 4,3 miljoner passagerare (2010: ca 2,1 miljoner). Flygplatsen används för både civil och militär trafik. Från andra världskriget till ett par år sen kallades flygplatsen Welschap. Under andra världskriget blev den utsatt för omfattande bombningar. Många bomber upptäcktes och blev desarmerade.
Den 15 juli 1996 havererade en C-130 Hercules på flygplatsen. Planet fattade eld och 34 människor avled till följd av den intensiva värmen.

## Destinationer
- Ryanair (Bristol, Dublin, Girona, London-Stansted, Madrid, Marseille, Milan-Bergamo, Pisa, Reus, Rome-Ciampino, Stockholm Skavsta)
- transavia.com (Alicante, Faro, Heraklion, Málaga)
- Wizz Air (Brno, Budapest, Katowice, Prag, Debrecen)

### Charter
- Freebird Airlines (Dalaman)
- Onur Air (Bodrum, Antalya)
- Pegasus Airlines (Antalya)
- transavia.com (Korfu, Kos, Rhodos, Heraklion, Dalaman, Bodrum, Antalya, Palma de Mallorca, Las Palmas, Tenerife, Hurghada)

## Marktransport

### Bil
Strax utanför flygplatsen passerar motorvägen A2 som sträcker sig mot västra och södra delen av landet, bland annat städerna Amsterdam, Utrecht och Maastricht.

### Buss
Flygplatsen trafikeras av AirExpressBus som kör en linje mellan flygplatsen och Amsterdam via Utrecht. Även Eindhovens lokala busslinjer trafikerar flygplatsen:
- Linje 401 är en stombuss-linje som förbinder flygplatsen med centrala Eindhoven och centralstationen. Regulariteten varierar från två gånger per timme sent på kvällarna, och upp till sex gånger per timme under rusningstid.

- Linje 145 går från järnvägsstationen i Best via Eindhoven Airport och vidare till Eindhovens järnvägsstation. Denna buss går varje halvtimme på vardagar och varje timme på kvällen och på helger.